# Богодарівка (Синельниківський район)
Богода́рівка — село в Україні, у Синельниківському районі Дніпропетровської області. Входить до складу Покровської селищної громади  Населення становить 70 осіб.

## Географія
Село Богодарівка розташоване на лівому березі річки Вовча, вище за течією на відстані 1 км розташоване село Олександрівка, нижче за течією на відстані 1 км розташоване село Писанці, на протилежному березі — селище Покровське. Через село проходить автошлях національного значення Н15.

## Історія
Засноване в 40-х роках ХІХ століття. Напередодні селянської реформи 1861 року село мало 8 дворів та 44 жителі.
Власник маєтку Федір Іванович Михеєв підтримував дружні стосунки з Дмитром Яворницьким, який декілька разів гостював у нього, робив археологічні розкопки та етнографічні записи. Вчений писав: 
| «Деревня Богодар для меня заветное, святое место. Ни Богодара, ни его владельца я никогда не забуду и не могу забыть». Богодар — дар Бога. |
У Богодарі жив селянин Хома Провора (нар. 1830 — пом. ?), глибокий знавець усної народної творчості та неперевершений знавець гри на сопілці. Від нього Дмитро Іванович записав чимало переказів, легенд і пісень.
До 2016 року орган місцевого самоврядування — Олександрівська сільська рада. 
12 червня 2020 року, відповідно до розпорядження Кабінету Міністрів України № 709-р від «Про визначення адміністративних центрів та затвердження територій територіальних громад Дніпропетровської області», увійшло до складу Покровської селищної громади .
19 липня 2020 року, в результаті адміністративно-територіальної реформи і ліквідації Покровського району, село увійшло до складу новоутвореного Синельниківського району.

## Населення

### Мова
Розподіл населення за рідною мовою за даними перепису 2001 року:
| Мова       | Кількість | Відсоток |
| ---------- | --------- | -------- |
| українська | 69        | 98.57%   |
| російська  | 1         | 1.43%    |
| Усього     | 70        | 100%     |

## Розкуркуленні жителі
У 1930-х роках, у період колективізації в СРСР, у селі відбулося розкуркулення заможних селян. Згідно з архівними документами, до списку розкуркулених потрапили такі жителі:
1. Зелік Макар Михайлович (1874 р.н.)
2. Земек Максим Олексійович (1906 р.н.)
3. Панченко Костянтин Мартинович (1901 р.н.)
4. Толстоп'ятий Григорій Никифорович (Миколайович) (1911 р.н.)